# Pizy
Pizy is een plaats en voormalige gemeente in het Zwitserse kanton Vaud en maakt sinds 2008 deel uit van het district Morges. 
Pizy telt 74 inwoners.

## Geschiedenis
Voor 1 januari 2008 maakte de gemeente deel uit van het toen opgeheven district Aubonne.
Op 1 juli 2011 ging Pizy op in de gemeente Aubonne.